# Akademické mistrovství světa v judu 1966
I. Akademické mistrovství světa v judu se konalo v Praze, v hale Sparty Praha v období 24. až 27. června 1966.

## Program
- ČT - 24.06.1966 - těžká váha (+93 kg) a polotěžká váha (−93 kg)
- PÁ - 25.06.1966 - střední váha (−80 kg) a polostřední váha (−70 kg)
- SO - 26.06.1966 - lehká váha (−63 kg) kategorie bez rozdílu vah
- NE - 27.06.1966 - soutěž týmů

## Výsledky
| Kategorie       | Zlato                   | Stříbro                  | Bronz                      | Bronz                   |
| --------------- | ----------------------- | ------------------------ | -------------------------- | ----------------------- |
| −63 kg          | Čcho Ak-pan (PRK)       | Čcho Čan-su (PRK)        | Viktor Butyrskij (URS)     | Boris Kruze (URS)       |
| −70 kg          | Isamu Sonoda (JPN)      | Roin Magaltadze (URS)    | Vachtang Borčašvili (URS)  | pan Strang (GBR)        |
| −80 kg          | pan Kurihara (JPN)      | Bugdan Bagakašvili (URS) | pan Mayer (FRG)            | pan Kim (PRK)           |
| −93 kg          | Fumio Sasahara (JPN)    | Rjoiči Sasakawa (JPN)    | Anzor Kibrocašvili (URS)   | Filaret Aslanidis (URS) |
| +93 kg          | Masatoši Šinomaki (JPN) | Valentin Guțu (URS)      | Jean-Claude Brondani (FRA) | pan Lacasse (FRA)       |
| Bez rozdílu vah | Masatoši Šinomaki (JPN) | Fumio Sasahara (JPN)     | Coos Letterie (NED)        | Miklós Nagy (HUN)       |

### Týmy
|      | Zlato    | Stříbro       | Bronz          | Bronz         |
| ---- | -------- | ------------- | -------------- | ------------- |
| Muži | Japonsko | Sovětský svaz | Československo | Severní Korea |